# Crkva Uznesenja Marijina u Bibinjama
Nova župna  crkva Uznesenja Marijina sagrađena je 1985. uz cestu koja prolazi kroz centar Bibinja.

## Opis
Crkva je jednobrodna sa sakristijom, kriptom i atomskim skloništem. Zbog povećanja broja stanovnika, stara župna Crkva Svetog Roka je postala mala te je 1985. godine započeta gradnja nove crkve u Bibinjama, Crkve Uznesenja Blažene Djevice Marije. 
Unutrašnjost krase tipični kameni oltar s ambonom; kamena krstionica, škropionica i kip Majke Božje u svetištu. Uz crkvu je zvonik s pet zvona izlivena u ljevaonici De Poli, Vittorio Veneto 1988. godine, poklon je župljana crkvi. Najveće zvono je 730 kilograma težine posvećeno je Blaženoj Djevici Mariji.
Novu župnu crkvu Uznesenja Marijina posvetio je nadbiskup Marijan Oblak, 1985. godine.